# Machaerium latialatum
Machaerium latialatum är en ärtväxtart som beskrevs av Henri François Pittier. Machaerium latialatum ingår i släktet Machaerium och familjen ärtväxter. Inga underarter finns listade i Catalogue of Life.